# Xyris byssacea
Xyris byssacea är en gräsväxtart som beskrevs av Robert Kral. Xyris byssacea ingår i släktet Xyris och familjen Xyridaceae. Inga underarter finns listade i Catalogue of Life.